# Yazısöğüt, Isparta
Yazısöğüt là một xã thuộc thành phố Isparta, tỉnh Isparta, Thổ Nhĩ Kỳ. Dân số thời điểm năm 2011 là 442 người.